# Olaus Simonis Nauclerus

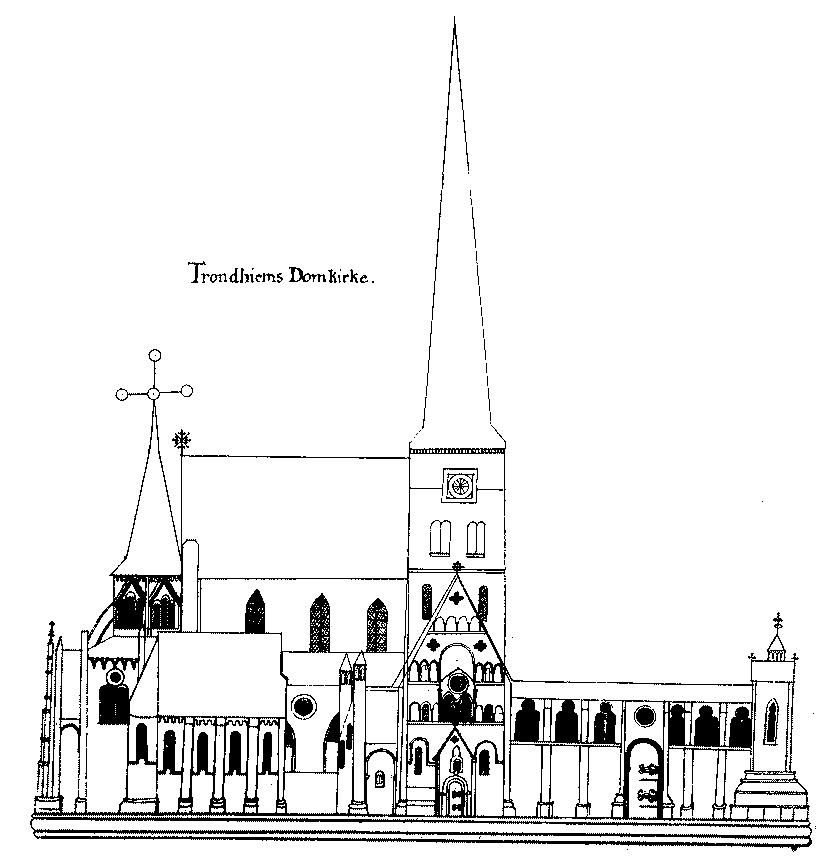
Den äldsta ritningen över Nidarosdomen, utförd av Olaus Nauclerus.

Olaus Simonis Nauclerus, född 18 mars 1626 i Enköping, död 29 december 1706 på Staberg, Vika socken, var en svensk markscheider över rikets bergslager, lantmätare och kartograf.

## Biografi
Olaus Nauclerus var son till hovpredikanten och kyrkoherden i Enköping Simon Olai Nauclerus och Anna, en dotter till ärkebiskop Olaus Martini. Han studerade vid Uppsala universitet, för att 1657 värvas till bergsbruket. Året därpå följde han, med titeln lantmätare, Lorentz Creutz till Trondheim för att fastställa gränserna efter freden, där han utarbetade en stadsplan för staden, samt bland annat utförde en ritning över Nidarosdomen.
När Trondheim åter förlorades något senare, återvände Nauclerus till Sverige och bergsbruket vid Kopparberget, och fick titeln markscheider över rikets bergslager. Han ritade där en karta över gruvområdet och uppförde Gamla Staberg.
Med sin hustru, som var svägerska till Olof Rudbeck d.ä., Ebba Lohrman fick han flera barn, däribland Olaus Olai Nauclerus.